# Géographes grecs mineurs
Pour les articles homonymes, voir GGM.
Par l'expression savante dépassée de géographes grecs mineurs ou GGM (Geographi graeci minores en latin) ou de petits géographes grecs, on entend un ensemble de textes de géographes grecs anciens qui nous sont parvenus par diverses traditions byzantines entre les VIe – VIIe siècles et les manuscrits des IXe – XIVe siècles.
Une partie de ces traditions manuscrites (particulièrement celle représentée par le Palatinus Heidelbergensis graecus 398) est identifiée comme faisant partie de la « collection philosophique » ou « platonicienne », associée à la période dite de la renaissance macédonienne. Celle-ci serait attribuable à un cercle d’érudits et de copistes actifs à Constantinople dans la seconde moitié du IXe siècle (Marcotte 2012, p. 7) ayant produit un résumé du savoir païen (Rashed 2002, p. 716), entendu comme les connaissances précédant le christianisme, et « une sorte d’initiation aux nouvelles pratiques éditoriales » (Eleftheriou 2016, [p. 8]).
Ce corpus géographique, mythographique, paradoxographique (en) et épistolographique, constitué principalement d'itinéraire, de chorographie, de períodos, de périégèse ou de périple, est parfois fragmentaire. Certaines œuvres ont comme auteur Hannon, Isidore de Charax, Arrien, Marcien d'Héraclée, Denys de Byzance, Agathémère, Agatharchide de Cnide, Hippolytus, Denys le Périégète, d'autres ont une attribution incertaine ou sont anonymes.
Après les précurseurs Sigismund Gelenius et Lukas Holste, l'apport des publications de David Hœschel et de Jakob Gronovius, un recueil de ces œuvres a été édité par John Hudson entre 1698 et 1712, puis enfin par Karl Müller entre 1855 et 1861. La collection de Müller, bien qu'incomplète, publié en deux tomes sous le titre de Geographi graeci minores et accompagnés d'un volume de carte, a fait autorité et est connue sous l'abréviation de GGM.
Aubrey Diller (de) a, dans sa célèbre publication de 1952, recensé l'ensemble des traditions manuscrites des « géographes mineurs » et les diverses éditions de ces textes après la Renaissance. Depuis 2000, Didier Marcotte a entrepris une nouvelle édition, accompagnée d'une traduction française, des géographes grecs dans la Collection des universités de France. Certains textes fragmentaires doivent faire l'objet d'une édition dans la cinquième partie du Brill’s New Jacoby concernant la géographie grecque, prévu pour 2020.
Les qualificatifs vieillis de « mineurs » ou de « petits » (tous deux abandonnés par Marcotte) se disent en opposition avec les géographes grecs « majeurs » comme Strabon et Ptolémée, voire aussi comme Pausanias ou Étienne de Byzance.

## Sommaire desGGM
Table des matières chronologique des géographes grecs publiés par Müller en 1855 et 1861, revu par D. Marcotte (2000, p. XXIV-LV).
sigle de l'éd. des CUF | abréviation dans Diller | manuscrit | prolégomènes dans éd. de Müller | addenda et corrigenda | texte de l'éd. de Müller | autre éd. | inventaire Marcotte
Obs. : l'édition de référence actuelle est rarement celle du GGM, voir l'article en question pour plus de détails bibliogr.

### Les textes de latraditiondes deux corpus byzantins D et A
- [a1] Hannon, Périple[3] (A) : GGM I, prolég. p. XVIII-XXXIII ; p. 1-14[4] ; éd. Wolfgang Aly, dans Hermes, 62, 1927, p. 321-324 ; Marcotte, p. XXIV-XXVI
- [a2] ps.-Scylax, Périple (D) : GGM I, p. XXXIII-LI ; CXXXVII-IX ; 15-95[5] ; Marcotte, p. XXVI-XXVII
- [a3] Héracl. Cr. = Héraclide le Crétique (de)[6] (Périégèse de la Grèce[7]) ; GGM I, p. 97-110 et FHG II, p. 254-264 ; éd. Friedrich Pfister, Die Reisebilder des Herakleides, Vienne, 1951[8] / Dion. Call. = Dionysios, fils de Calliphon (Description de la Grèce[9]) ; GGM I, p. 238-243 ; éd. Marcotte, 1990[10] / = Fragments des poèmes géographiques du pseudo-Dicéarque ou du pseudo-Scymnos (D) : GGM I, prolég. p. LI-LIII et LXXX ; add. p. CXXXIX-CXLI ; Marcotte, p. XXVIII-XXX
- [a4] Periodos = Periodos iambique dite de Scymnos[11] (D) : GGM I, p. LXXIV-IX ; CXLI ; 196-237 ; Marcotte, p. 1-102 et éd. 103-307
- [a5] Isid. = Isidore de Charax, Mansiones Parthicae[12] (DE) : GGM I, p. LXXX-XCV ; CXLI ; 244-256 ; FGrH 781[13] ; éd. Wilfred H. Schoff (en), Parthian Stations by Isidore of Charax, Philadelphie, 1914[14] ; Marcotte, p. XXX
- [a6] Érythr. = Périple de la mer Érythrée (A) : GGM I, p. XCV-CXI ; CXLI-IV ; 257-305 ; Marcotte, p. XXX-XXXI
- [a7] Arr., Pér. = Arrien, Périple du Pont-Euxin (A) : GGM I, p. CXI-V ; CXLIV ; 370-401 ; Marcotte, p. XXXI-XXXII
- [a8] Eux. = Périple apocryphe du Pont-Euxin (es) (A) : GGM I, p. CXV-XXII ; CXLIV-V ; 402-423 ; FHG V, p. XIX-XXII et p. 174-187 (avec un tableau toponymique) ; éd. Diller, Tradition, p. 102-146 ; Marcotte, p. XXXII-XXXIV
- [a9] Marc. Hér. = Marcien d'Héraclée[15] (D) : GGM I, p. CXXIX-CXXXVII ; CXLV ; Ext. = Périple de la mer Extérieure[16] (p. 515-562) ; Épit. Mén. = Épitomé du Périple de Ménippe (p. 563-573 ; éd. Diller, Tradition, p. 147-164) ; Épit. Art. = Épitomé d'Artémidore[17] (p. 574-576) ; Marcotte, p. XXXIV-XXXVII
- [a10] Dion. Byz. = Denys de Byzance[18] (A) : GGM II, p. I-XIV ; 1-101 ; FHG V, p. 188-190 ; éd.  Rudolf Güngerich, Dionysii Byzantii Anaplus Bospori, Berlin, 1927 ; Marcotte, p. XXXVIII-XXXIX
- [a11] Agathém. = Agathémère, Hypotyposes Geographieae[19] (A) : GGM II, prolég. p. XLI-XLIII ; p. 471-487 ; éd. Aubrey Diller (de), « Agathemerus, Sketch of Geography », dans GRBS (en), 16 (1975), p. 59–76 ; Marcotte, p. XXXIX-XL
- [a12] Hypotyp./ Diagn. = Hypotyposis anonyme (A) : GGM II, p. XLI-II ; 494-509 ; Diagnosis anonyme (B) : GGM II, p. XLI ; 488-493 ; Marcotte, p. XL-XLII
- [a13] Fluv. = pseudo-Plutarque, De Fluviis[20],[21] (A) : GGM II, p. LII-LVII ; p. 637-665 ; Marcotte, p. XLII-XLIII
- [a14] Chrest. = Chrestomathies[22],[23] de Strabon (AE) : GGM II, p. 529-636 ; éd. Stefan Radt (de), Strabons Geographika, IX, Epitome und Chrestomathie, Göttingen, 2010, p. 241-346 ; Marcotte, p. XLIII-XLV

### Autres textes, autres traditions
- [b1] Agatharch. = Agatharchide de Cnide : GGM I, p. LIV-LXXIII ; p. 111-195 (Sur la mer Érythrée[24]) ; FHG III, p. 190-197 ; éd. Dieter Woelk, Agatharchides von Knidos. Über das rote Meer [Thèse, 1965], Bamberg, 1966 ; Marcotte, p. XLV-XLVIII
- [b2] Arrien, Indica (en)[25] (ÖNB, Hist. gr. 4, fol. 137r°-160v°[26]) : GGM I, p. CXI ; p. 306-369 ; éd. Antoon Gerard Roos (de) et Gerhard Wirth (de), Flavius Arrianus [vol. II], Scripta minora et fragmenta, Leipzig, [1928] 1968, p. 1-73[27] ; Marcotte, p. XLVIII-XLIX
- [b3] Stadiasme de la Grande mer (BNE, Græcus Matritensis 4701, fol. 44v°-46r°[28]) : GGM I, p. CXXIII-VIII ; p. CXLV ; p. 427-514 (ws) ; éd. Rudolf Helm (de)[29], Hippolytus. Werke, 4. Die Chronik, Berlin, 1929, p. 43-69 [ou 95-139 de la transcription] (§ 240-613) ; Marcotte, p. XLIX-LIII
- [b4] Dion. Per. = Denys le Périégète : GGM II, p. XV-XL ; p. 103-176 (Périégèse ou Orbis descriptio[30]) éd. Kai Brodersen (de) Dionysius Periegetes. Das Lied von der Welt, Hildesheim, 1994 ; p. 177-189 (Avienus[31], Descriptio orbis terrae) éd. P. van de Woestijne, La Descriptio orbis terrae d’Avienus, Bruges, 1961 ; p. 190-199 (Priscien[32], Périégèse) ; p. 201-407 (Eustathe, Commentaires) ; p. 409-425 (Paraphrasis) ; p. 427-457 (scholies) ; Marcotte, p. LIII-LIV
- [b5] Fragments anonymes sur des mesures[33] (BnF, Grec 39, f° 167r° - 168r°[34]) = GGM II, p. 509-511 ; Marcotte, p. LIV-LV

Abréviations
- Corpus A = Manuscrit Palatin Heildeberg 398[35] (IXe siècle)
- Corpus B = Manuscrit Vatopedi 655[36] (XIIIe – XIVe siècles) en plus de ses arrachages, BnF, Suppl. grec 443A de Mynas[37], British Library, Add MS 19391 et RNB, OLDP F 171. Apographe du corpus A
- Corpus D = Manuscrit BnF, Suppl. grec 443 de Pithou[38] (XIIIe – XIVe siècles), à ne pas confondre[39] avec l'arrachage parisien du manuscrit précédent, partie du corpus B
- Corpus E = Manuscrit BnF, Grec 571[40] (fin du XIIIe siècle)
- FGrH = Fragmente der griechischen Historiker
- FHG = Fragmenta historicorum graecorum
- GGM = Geographi graeci minores

## Les textes desGGMnon retenus par Marcotte
D'après Baladié (1982, p. 3-4).
- [GGM I, 12] Fragments d'un anonyme relatif à la mesure de l'oikouméné et au périmètre du Pont-Euxin ; p. 424-426
- [GGM II, 8] Géographie synoptique de Nicéphore Blemmydès [du XIIIe siècle[41]] ; p. 458-468
- [GGM II, 9] Autre Géographie synoptique de Nicéphore Blemmydès ; p. 469-470
- [GGM II, 11] dgn. = Diagnose abrégée de la géographie étudiée sur la sphère (d'un anonyme) ; p. 488-493
- [GGM II, 12] htp. = Exposition abrégée de géographie (d'un anonyme) ; p. 494-511 [partiellement]
- [GGM II, 13] Description du monde entier (d'un anonyme) [traduction en latin d'une œuvre grecque] ; p. 513-528

## Résumé des particularités de ces textes selon Diller
D'après Baladié (1982, p. 8),
revoir Mnp. = Épit. Mén. ?
- textes faussement attribués à des auteurs connus : [a8], [a6], [a13], [a2], [a3] Héracl. Cr.
- textes anonymes : [GGM II, 12], [a12], [a14], [a9] Épit. Mén., [a4]
- textes d'auteurs par ailleurs inconnus : [b1], [a10], Philon de Byzance (De septem spectaculis), [a9], [a3] Dion. Cal et Héracl. Cr.
- textes d'auteurs connus : Aristote (De ventis, fr 250 Rose), Arrien (Cynégétique), [a7], [a9], [a5]
- pièces mutilées : [a10], Philon de Byzance (De septem spectaculis), [a9] Épit. Art., Ext. et Épit. Mén., [a4]

## Autres géographes mentionnés par Shipley
D'après Shipley (2007, p. 248-249)
- Aristée de Proconnèse : FGrH 35[42] et éd. James David Pennington Bolton, Aristeas of Proconnesus, Oxford, 1962
- Scylax de Caryanda : FGrH 709[43]
- Hécatée de Milet : FGrH 1[44] et éd. Giuseppe Nenci, Hecataei milesi Fragmenta, Florence, 1954
- Ctésias de Cnide[45] :  FGrH 688[46] et éd. Dominique Lenfant, Ctésias de Cnide. La Perse. L'Inde, Paris, 2004
- Hippocrate : éd. Jacques Jouanna, Hippocrate, Airs, eaux, lieux = Περὶ ἀέρων, ὑδάτων, τόπων, Paris, 1996
- Pythéas : éd. Serena Bianchetti, Pitea di Massalia, L'Oceano, Rome, 1998
- Ératosthène :  FGrH 241[47]
- Mnaséas de Patara (it) : éd. Pietro Cappelletto, I frammenti di Mnasea, Milan, 2003
- Hipparque de Nicée : éd. D. R. Dicks, The Geographical fragments of Hipparchus, Londres, 1960.
- Posidonios d'Apamée : éd. Ludwig Edelstein et Ian Gray Kidd, Posidonius. 1, The Fragments, Cambridge, 1972
- pseudo-Aristote, Du monde = Περὶ Κόσμου (en)[48] : éd. Kai Brodersen (de), Aristoteles, Apuleius. Über die Welt, Berlin 2019[49]
- GGM I, [12], p. 424-426 : Fragments d'un anonyme relatif à la mesure de l'oikouméné et au périmètre du Pont-Euxin (Anametresis, Perimetros tou Pontou)
- GGM II, [13], p. 513-528 : Description du monde entier (d'un anonyme) [deux traductions en latin d'une œuvre grecque perdue] (Iunior Philosophus, Totius mundi descriptio / Expositio totius mundi et gentium) éd. part. H.-J. Drexhage, et al., « Expositio totius mundi et gentium », dans Münstersche Beiträge zur antiken Handelsgeschichte, 2, 1982, p. 3-41

## Le projet de Müller et Letronne en 1853
GGM, I, 1855, préface (d'après Baladié, 1982, p. 4-5)
La triade classique des grands géographes grecs
- Strabon
- Ptolémée
- Étienne de Byzance (Stéphane de Byzance, Ethniques. Publié par Augustus Meineke en 1849) à laquelle on a ajouté Pausanias

Deux volumes de minorum (…) geographorum collectio, de textes qui relèvent de la tradition directe
- Périples
- Périégèses (guide de voyage)
- Descriptions globales du monde
- divers excerpta géographiques qui sont conservés dans des manuscrits

Un volume réunissant
- les fragments perdus d'auteurs tirés des ouvrages des anciens (que l'on retrouve dans les FHG ou les GGM, ou oubliés[50]).
- les textes d'anonymes trouvés dans les lexicographes, scholiastes, grammairiens, etc. (auraient dû être annexés à Étienne de Byzance)
- les traités de géographie de l'empire byzantin
- les traités de géographie sacrée
- les traités de géographie ecclésiastique
- les géographes latins (finalement publié par Alexander Riese (de)[51] à Heilbronn en 1878)
- les itineraria[52]
- en particulier, la Tabula dite de Peutinger (finalement publié par Konrad Miller (de)[53] à Stuttgart en 1916)

Les géographes arabes
Le volume devait être confié à Adolphe Noël des Vergers, non publié.

### Recueils
- Die Fragmente der Griechischen Historiker Part V : Die Geographen [= FGrH V], éd. grecque et trad. allemande ou anglaise, etc., sous la dir. de Hans-Joachim Gehrke, Felix Maier (de) et Veronica Bucciantini, Leyde, prévu pour 2020 (liste des 95 géographes en cours).
- Les Géographes grecs. Tome I, Introduction générale. Pseudo-Scymnos, Circuit de la terre, éd. grecque et trad. française par Didier Marcotte, Paris, 2000, particulièrement p. XXIV-LV (CUF, 403)  (ISBN 2-251-00487-4).Collection de 7 vol. en cours de publication (voir les volumes prévus, p. 242-243).

Recueils de Müller
- Fragmenta historicorum Graecorum. Volumen quintum : Pars prior [= FHG V-1], éd. grecque et trad. latine par Karl Müller, Paris, 1870 (Scriptorum graecorum bibliotheca, 59) (réimpr. 1873 en ligne).Contient des inédits, non collationés par Müller, du Vatopedi 655 (voir les prolegomena et la table) et Fragmenta Aristodemi, Eusebii, Prisci, Joannis Antiocheni, Joannis Malelae. Critobuli Imbriotae libri quinque De Rebus gestis Mechemetis II., accedunt Photii Homiliae duae De Rossorum invasione. Fragmenta Peripli, Ponti Euxini et Anapli Bospori.
- Geographi Graeci minores, vol. 2, éd. grecque et trad. latine par Karl Müller, Paris, 1861 (Scriptorum graecorum bibliotheca, 54) (en ligne, bis ; ter) ; repr. Hildesheim, 1965 et 1990  (ISBN 3-487-09219-0).Contient Dionysii Byzantii anaplus Bospori Thracii, Dionysii orbis descriptio, Rufi Festi Avieni descriptio orbis terrae, Prisciani periegesis, Eustathii commentarii [in Dionysium periegesis], Anonymi paraphrasis [in Dionysium periegesis], Scholia in Dionysium, Nicephori geographia, Agathemeri Orthonis filii geographiae informatio, Anonymi summaria ratio geographiae in sphaera intelligendae, Anonymi geographiae expositio compendiara, Anonymi orbis descriptio, Chrestomathiae e Strabonis geographicorum librorum, Pseudoplutarchi libellus de fluviorum et montium nominibus et de iis quae in illis inveniuntur. 15 cartes prévues non publ.
- Geographi Graeci minores, e codicibus recognovit, prolegomenis annotatione indicibus instruxit tabulis aeri incisis illustravit, vol. 1, éd. grecque et trad. latine par Karl Müller, Paris, 1855 (Scriptorum graecorum bibliotheca, 44) (en ligne, bis ; ter ; ws) ; repr. Hildesheim, 1965 et 1990  (ISBN 3-487-09218-2).Contient Hannonis Carthaginiensis periplus, Scylacis, ut fertur, periplus, Dicaearchi, ut fertur, periplus, Agatharchidis de mari Erythraeo libri, Scymni Chii, ut fertur, periegesis, Dionysii Calliphontis F. periegesis, Isidori Characeni mansiones parthicae, Anonymi periplus maris Erythraei, Arriani Indica et Ponti periplus, Anonymi periplus Ponti Euxini, Anonymi stadiasmus maris magni, Marciani Heracleensis peripli.
- Karl Müller, Geographi Graeci minores : tabulae in Geographos graecos minores instructae, pars prima, Paris, 1855 (Scriptorum graecorum bibliotheca, 45) (en ligne ; bis) ; repr. Hildesheim, 1965 et 1990  (ISBN 3-487-09220-4), les 3 vol.  (ISBN 3-487-09217-4).Contient le premier tome de l'atlas de cartes en 29 planches. La suite n'est pas parue [cf. les 47 cartes par Müller parues dans An atlas of ancient geography, Londres, 1872-1874 (en ligne)].

Autres recueils anciens (avant Müller)
- Fragments des poèmes géographiques de Scymnus de Chio et du faux Dicéarque, [...] pour servir de suite et de supplément à toutes les éditions des petits géographes grecs, éd. grecque et trad. latine par Jean-Antoine Letronne, Paris, 1840, p. 293-303 (en ligne).
- Périple de Marcien d’Héraclée, Artémidore, Isidore de Charax, etc. ou Supplément aux dernières éditions des Petits Géographes d’après un manuscrit grec, éd. grecque et trad. latine par Emmanuel Miller (de) (1812-1886), Paris, 1839 (en ligne).
- Geographi graeci minores, [vol. 1]. Dionysius Periegetes : graece et latine, éd. grecque et trad. latine par Gottfried Bernhardy (de), Leipzig, 1828 (vol. 1 unique en ligne).Voir aussi son Eratosthenica de 1822 (en ligne).
- Geographi græci minores. Hudsonianæ editionis adnotationes integras cum Dodwelli dissertationibus edidit, éd. grecque et trad. latine par John Hudson et Henry Dodwell, revue par Jean-François Gail, Paris, vol. 1, 1826 (en ligne) ; vol. 2, 1828 (en ligne) ; vol. 3, 1831 (en ligne) ; incomplète.Voir le détail des textes alors édités, dans la fiche du catalogue de la BnF.
- Geographicae Veteris Scriptores Graeci minores, éd. grecque et trad. latine par John Hudson, Oxford, 1698-1712, 4 vol. (en ligne).Voir le détail des textes alors édités, dans la fiche du catalogue de la BnF.
- Geographica antiqua, hoc est : Scylacis periplus maris Mediterranei. Anonymi periplus Maeotidis paludis & Ponti Euxini. Agathemeri hypotyposis geographiae omnia graeco-latina. Anonymi expositio totius mundi latina, éd. grecque et trad. latine par Isaac Vossius et Jakob Gronovius, Leyde, 1697 ; 2e éd. augm. 1700 (en ligne).
- Geographica Marciani Heracleotae, Scylacis Caryandensis, Artemidori Ephesii, Dicaearchi Messenii, Isidori Characeni, éd. grecque par David Hœschel, Augsbourg, 1600 (en ligne).
- Arriani et Hannonis periplus. Plutarchus de fluminibus et montibus. Strabonis epitome, éd. grecque par Sigismund Gelenius, Bâle, 1533 (en ligne).

### Études
- Dimitra Eleftheriou, « L’hétérogénéité du Palatinus Heidelbergensis gr. 398 : nouvelles approches sur le manuscrit et la "collection philosophique" », dans Confronti su Bisanzio, CsB IV. Rencontres annuelles des doctorants en études byzantines 2015, sous la dir. de Lorenzo Ciolfi et Jeanne Devoge, Venise, 2016, p. 37-45 (en ligne).
- Bianca Maria Altomare, « Géographie et cosmographie dans l’Antiquité tardive : la tradition grecque et les modèles latins », dans Dialogues d'histoire ancienne, 39-1, 2013. p. 9-34 (en ligne).
- Marwan Rashed, « Nicolas d’Otrante, Guillaume de Moerbeke et la Collection philosophique », dans Studi Medievali, III, 43, 2002, p. 693–717.
- Didier Marcotte, « Le Périple de la mer Érythrée dans son genre et sa tradition textuelle », dans Topoi. Orient-Occident. Supplément 11, 2012. Autour du Périple de la mer Érythrée [= Actes du séminaire organisé les 13 et 14 décembre 2010 (Lyon, Maison de l'Orient et de la Méditerranée)], sous la dir. de Marie-Françoise Boussac, Jean-François Salles et Jean-Baptiste Yon, Lyon, 2012 (en ligne).
- Graham Shipley, « A new presentation of selected Greek geographers », dans Syllecta classica, 18, Iowa City, 2007, p. 241-257  (ISSN 2160-5157) (en ligne).En plus de la présentation du projet éditorial de traduction anglaise du Selected Greek Geographers, contient un tableau sommaire : « Editions and translations of ‘minor’ Greek geographers since Müller », p. 248-249.
- Pierre Petitmengin, « Deux têtes de pont de la philologie allemande en France : le Thesaurus Lingua Graeca et la Bibliothèque des auteurs grecs (1830-1867) », dans Philologie und Hermeneutik im 19. Jahrhundert, 2, sous la dir. de M. Bollack, et al., Göttingen, 1983, p. 76-107.
- Raoul Baladié, « Pour une nouvelle édition des Géographes grecs mineurs », dans Cahiers du Centre Georges Radet [Bordeaux III], 2, Talence, 1982, p. 1-14  (ISSN 0985-2794).
- Aubrey Diller (de), The tradition of the minor Greek geographers, New York, Lancaster, Oxford, 1952 (Philological monographs, 14) (part. en ligne, bis) ; Addenda ; repr. Amsterdam, 1986. Contient un stemma du ms. Athos, Vatopedi 655 (et des folios arrachés Paris, BnF, Suppl. grec 443 A + Londres, British Library add. 19391), la liste des savants qui se sont intéressés à ces textes, du XVIe siècle à 1948, et de leurs travaux (cf. Baladié, p. 7-8 et Marcotte, p. XXII), ainsi qu'une édition semi-diplomatique du Périple anonyme du Pont-Euxin.

Études anciennes (avant Diller)
- Armand d'Avezac, Grands et petits géographes grecs et latins, esquisse bibliographique des collections qui ont été publiées, entreprises ou projetées, et revue critique du volume des Petits géographes Grecs, avec notes et prolégomènes de M. Charles Müller, compris dans la Bibliothèque des auteurs grecs de M. Ambroise Firmin-Didot, Paris, 1856 (Nouvelles annales des voyages, mars-mai 1856) (en ligne).
- Louis de Mas-Latrie, « Geographi Graeci minores, ed. C. Müller », dans Bibliothèque de l'École des chartes, 16, Paris, 1855, p. 359-362 (en ligne, bis et ter).
- B. Fabricius (pseud. de Heinrich Theodor Dittrich (en)), Ueber die Handschriften der kleinen griechischen Geographen, Dresde, [1845] (en ligne).